# Sufflamen
Sufflamen – rodzaj morskich ryb rogatnicowatych.

## Klasyfikacja
Gatunki zaliczane do tego rodzaju:

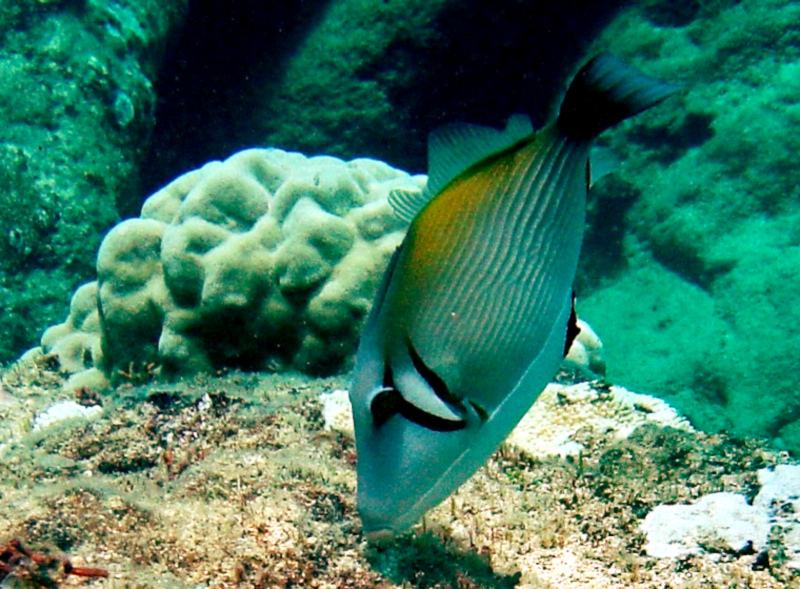
Sufflamen albicaudatum
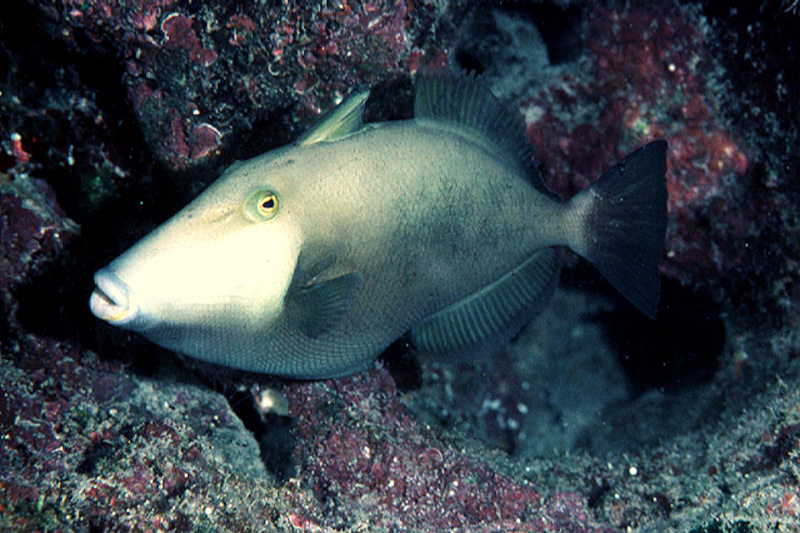
Sufflamen bursa
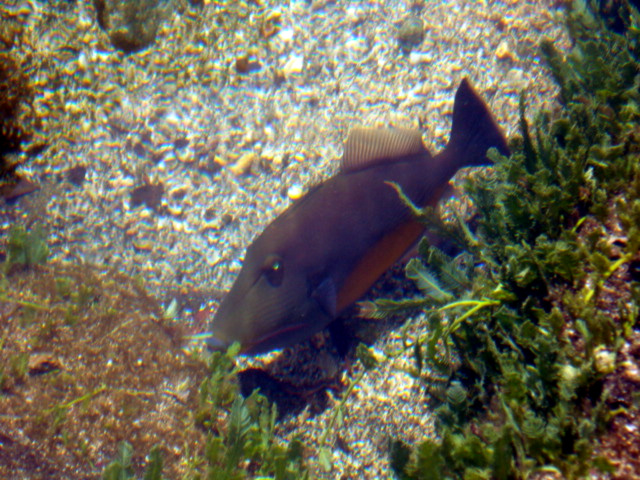
Sufflamen chrysopterum
- Sufflamen fraenatum
- Sufflamen verres

- Sufflamen bursa
- Sufflamen fraenatum
- Sufflamen verres